# Barzuya
Barzuya (Bourzey, Kalat Marza) fou una fortalesa de la regió de les muntanyes alauites del Djebel Ansarieh a Síria, a la depressió pantanosa del Ghab, 8 km al sud de Sermanyié. Modernament s'anomena Qalat Mirza o Kalat Mirza.
A l'època hel·lenística es deia Lísies (Lysias) i fou ocupada pels romans de Gneu Pompeu a un jueu anomenat Siles (Silas). Possessió romana d'Orient va passar als àrabs al segle vii junt amb la resta de Síria, i fou fortificada pels hamdànides entre 947 i 949; reconquerida pels romans d'Orient el 975; el 1089 fou destruïda pel governador seljúcida d'Alep. Va passar després als croats i fou una de les principals posicions defensives del Principat d'Antioquia, temps en què fou anomenada Rochefort; estava governada en feu per una de les principals famílies nobles del principat i entre els seus posseïdors cal esmentar a Sibil·la la tercera esposa del príncep Boemond III d'Antioquia (~1142 - 1201). Saladí va conquerir Saône, Bakas Shugr i el fortí de Sermanyié i es va presentar dant la fortalesa el 20 d'agost de 1188 i després de diversos assalts, la va conquerir; el senyor del castell i 16 membres de la seva família foren enviats al Caire però alliberats pel sultà; va perdre progressivament importància i deixa de ser esmentada en temps dels mamelucs.